# 卡尔卡斯蒂略
卡尔卡斯蒂略（西班牙語：Carcastillo）是西班牙纳瓦拉的一个市镇。总面积97平方公里，总人口2631人（2001年），人口密度27人/平方公里。